# Phyllanthus brasiliensis
Phyllanthus brasiliensis là một loài thực vật có hoa trong họ Diệp hạ châu. Loài này được (Aubl.) Poir. miêu tả khoa học đầu tiên năm 1804.